# 空気調和
空気調和（くうきちょうわ、空調、くうちょう）とは、人間の快適性の向上目的や、生産、管理、貯蔵といった物品を扱う上での産業目的で、ある場所の空気の温度や湿度、清浄度、気流などを調整することである。総合的に快適な環境を目指す点で、エアコンディショニングと同義とされる。

## 快感空気調和
快感空気調和とは、建築物・車両・船舶などにおいて人が快適に活動できる室内環境を確保することである。
建築物における衛生的環境の確保に関する法律（ビル管法）では、次のような基準が定められている。
- 浮遊粉塵量 : 1m3 につき 0.15mg 以下
- 一酸化炭素濃度 : 10ppm 以下（外気の一酸化炭素濃度が高い場合は20ppmに緩和）
- 二酸化炭素濃度 : 1000ppm 以下（臭気やその他化学物質の濃度の代用値。外気の二酸化炭素濃度が高い場合は臭気・その他の化学物質濃度で判断する）
- 温度 : 17-28℃（冷房時の居室においては外気との温度差を7℃以下とすることが望ましい）
- 相対湿度 : 40-70%
- 気流 : 0.5m/s 以下

シックハウス症候群防止の観点から、揮発性有機化合物濃度を低くすることが望ましい。
騒音・振動・臭気・照明など人間の知覚に訴える要素によっても快適性が左右される。また、病原菌・放射性物質など知覚できない要素が健康に影響することもある。

## 作業空気調和
作業空気調和とは、労働・スポーツが安全・効率的にできる室内環境を確保することである。
労働者の安全の面では、健康な成人が作業時間のみ立ち入ることを前提とした管理が行われる。

## 産業プロセス空気調和
産業プロセス空気調和とは、製品の製造・生産過程に適合する室内環境を確保することである。
20世紀の初めに、アメリカ合衆国の印刷工場の湿度制御から始まったとされる。農産物の貯蔵・輸送のコールドチェーン、半導体素子製造用などのクリーンルーム、植物製造工場など応用分野も広がっている。